# جزیره گنج (فیلم ۱۹۵۰)
جزیره گنج (انگلیسی: Treasure Island) فیلمی به کارگردانی بایرون هاسکین است که در سال ۱۹۵۰ منتشر شد.

## بازیگران
- بابی دریسکال
- رابرت نیوتن
- فرد کلارک
- هوارد داگلاس
- جان لوری
- پاتریک تروتون
- هری لاک